# Champmotteux
Champmotteux là một xã ở tỉnh Essonne thuộc vùng Île-de-France miền bắc nước Pháp.
Theo điều tra dân số năm 1999, dân số xã này là 241 người. Ước tính dân số năm 2006 là 308.
Danh xưng cư dân địa phương Champmotteux trong tiếng Pháp là Champmottois.